# カステル・マッジョーレ
カステル・マッジョーレ（伊: Castel Maggiore）は、イタリア共和国エミリア＝ロマーニャ州ボローニャ県にある、人口約18,000人の基礎自治体（コムーネ）。

## 地理

### 位置・広がり

#### 隣接コムーネ
隣接するコムーネは以下の通り。
- アルジェラート
- ベンティヴォーリオ
- ボローニャ
- カルデラーラ・ディ・レーノ
- グラナローロ・デッレミーリア
- サーラ・ボロニェーゼ

### 気候分類・地震分類
カステル・マッジョーレにおけるイタリアの気候分類 (it) および度日は、zona E, 2224 GGである。
また、イタリアの地震リスク階級 (it) では、zona 3 (sismicità bassa) に分類される。

## 行政

### 分離集落
カステル・マッジョーレには、以下の分離集落（フラツィオーネ）がある。
- Castello, Boschetto, Castiglia, Garluda (o Lirone), Primo Maggio, Sabbiuno di Piano, Torre Verde, Trebbo di Reno, Osteria del Gallo

## 姉妹都市
- Ingré、フランス